# Lindegade 1-3
Lindegade 1-3 er en fredet dobbelt bindingsværksbygning, der ligger på Lindegade i Kalundborg i Vestsjælland. Den stammer fra 1600-tallet og er den første del af byens centrale gågade, der går over i Kordilgade.

## Historie
Bygningen blev opført i 1681, hvilket kan ses inskriptionen over på bjælen over indgangsdøren. Rådmand Jens Nielsen Bittzholdt opførte huset. Han havde allerede i 1670 og 1672 købt de to grunde, som bygningen dækker over. Grundene blev lagt sammen, hvilket fremgår af en auktion fra 1698, hvor der står at den omfattere hele hjørnet mellem Lindegade og Skibbrogade.
Bygningen har tilhørt det bedre borgerskab i byen. I 1773 omdannede apoteker Bech den til kollegium. I 1816 blev den ombygget til skolebygning, hvor der i de nederste etager blev etableret skølstuer, mens der på overetagen og sidelængen var værelser og et kornmagasin. Fra 1816-1876 blev den anvendt af Borger – og friskolen, hvorefter der blev indrettet konditori af Herman Sophus Freckmann. I 1884 blev ejendommen inddelt i to særskilte huse, hvorved Lindegade 1 og Lindegade 3 opstod.

## Beskrivelse
Hele bygningen består af 23 fag i to stokværk. Tidligere har det være kalket over stok og sten (dvs. over både tavlerne og bindingsværket), men i dag fremstår begyningen i to farver, såleds at Lindegade 1 er hvid, og Lindegade 3 er gul.
Knægtene langs hele facaden er udskårne.
Der er kælder under hele bygningen, som er sat med kampesten. Den har valmtag i røde teglsten. Der har tidligere været adgang til kælderlokale gennem dør fra Skibbrogade, som stadig ses i eksteriøret.